# Aníbal Massaini Neto
Anibal Massaini Neto (São Paulo, 1945) é um produtor, roteirista e diretor de cinema brasileiro.

## Carreira
Em 1961, aos 14 anos, Aníbal Massaini começou trabalhando ao lado do pai, Osvaldo Massaini, dono da produtora e distribuidora Cinedistri na área de distribuição. Em O Santo Milagroso de 1964 teve seus primeiros contatos com a área de produção. Seu primeiro filme como produtor foi Corisco, o Diabo Loiro em 1968. No início da  década de 70 Aníbal comandou a entrada da empresa para as pornochanchada então no auge do gênero.
Em 1997, dirigiu o remake de O cangaceiro (produção de 1953 e premiado pela trilha sonora e melhor filme de aventura no Festival de Cannes) mas só deu lucro à Columbia (que comprou os direitos para distribuição).

## Trabalhos
- Pelé Eterno (2004 - produção e direção) [4]
- O Cangaceiro (1997 - produção, roteiro e direção) [5][3]
- As Feras (1995 - produção) [6]
- Mil e Uma (1994 - coprodução)
- Vagas para Moças de Fino Trato (1993 - produtor associado) [6]
- O Corpo (1991 - produção) [6]
- Per sempre (1991 - produção)
- Eu (1987 - produção) [6][1]
- Filme Demência (1986) (coprodução) [6]
- Os Bons Tempos Voltaram: Vamos Gozar Outra Vez (1985 - produção)
- Das Tripas Coração (1982 - coprodução) [6]
- Amor Estranho Amor (1982 - produção) [6][1]
- Mulher Objeto (1981 - produção) [1]
- O Caçador de Esmeraldas (1979 - produtor executivo)
- Histórias que Nossas Babás Não Contavam (1979 - produção e roteiro)
- O Bem Dotado - O Homem de Itu (1978 - produção)  [1]
- Elas São do Baralho (1977 - produção)
- Já Não Se Faz Amor como Antigamente (1976 - produção)
- Cada um Dá o que Tem (1975 - produção)
- O Exorcismo Negro (1974 - produção)
- As Delícias da Vida (1974 - produtor associado)
- A Super Fêmea (1973 - produção, roteiro e direção) [7]
- Independência ou Morte (1972 - produtor executivo) [8]
- A Infidelidade ao Alcance de Todos (1972 - produção e direção) [1]
- Janaína - A Virgem Proibida (1972 - produção) [9]
- Lua-de-Mel e Amendoim (1971 - produção) [1][10]
- Corisco, o Diabo Loiro (1968 - produção) [1]